# Armes ottomanes
 (juin 2025).
Si vous disposez d'ouvrages ou d'articles de référence ou si vous connaissez des sites web de qualité traitant du thème abordé ici, merci de compléter l'article en donnant les références utiles à sa vérifiabilité et en les liant à la section « Notes et références ».
 (juin 2025).
La mise en forme du texte ne suit pas les recommandations de Wikipédia : il faut le « wikifier ».
Les points d'amélioration suivants sont les cas les plus fréquents. Le détail des points à revoir est peut-être précisé sur la page de discussion.
- Les titres sont pré-formatés par le logiciel. Ils ne sont ni en capitales, ni en gras.
- Le texte ne doit pas être écrit en capitales (les noms de famille non plus), ni en gras, ni en italique, ni en « petit »…
- Le gras n'est utilisé que pour surligner le titre de l'article dans l'introduction, une seule fois.
- L'italique est rarement utilisé : mots en langue étrangère, titres d'œuvres, noms de bateaux, etc.
- Les citations ne sont pas en italique mais en corps de texte normal. Elles sont entourées par des guillemets français : « et ».
- Les listes à puces sont à éviter, des paragraphes rédigés étant largement préférés. Les tableaux sont à réserver à la présentation de données structurées (résultats, etc.).
- Les appels de note de bas de page (petits chiffres en exposant, introduits par l'outil «  Source ») sont à placer entre la fin de phrase et le point final[comme ça].
- Les liens internes (vers d'autres articles de Wikipédia) sont à choisir avec parcimonie. Créez des liens vers des articles approfondissant le sujet. Les termes génériques sans rapport avec le sujet sont à éviter, ainsi que les répétitions de liens vers un même terme.
- Les liens externes sont à placer uniquement dans une section « Liens externes », à la fin de l'article. Ces liens sont à choisir avec parcimonie suivant les règles définies. Si un lien sert de source à l'article, son insertion dans le texte est à faire par les notes de bas de page.
- La présentation des références doit suivre les conventions bibliographiques. Il est recommandé d'utiliser les modèles {{Ouvrage}}, {{Chapitre}}, {{Article}}, {{Lien web}} et/ou {{Bibliographie}}. Le mode d'édition visuel peut mettre en forme automatiquement les références.
- Insérer une infobox (cadre d'informations à droite) n'est pas obligatoire pour parachever la mise en page.

Pour une aide détaillée, merci de consulter Aide:Wikification.
Si vous pensez que ces points ont été résolus, vous pouvez retirer ce bandeau et améliorer la mise en forme d'un autre article.

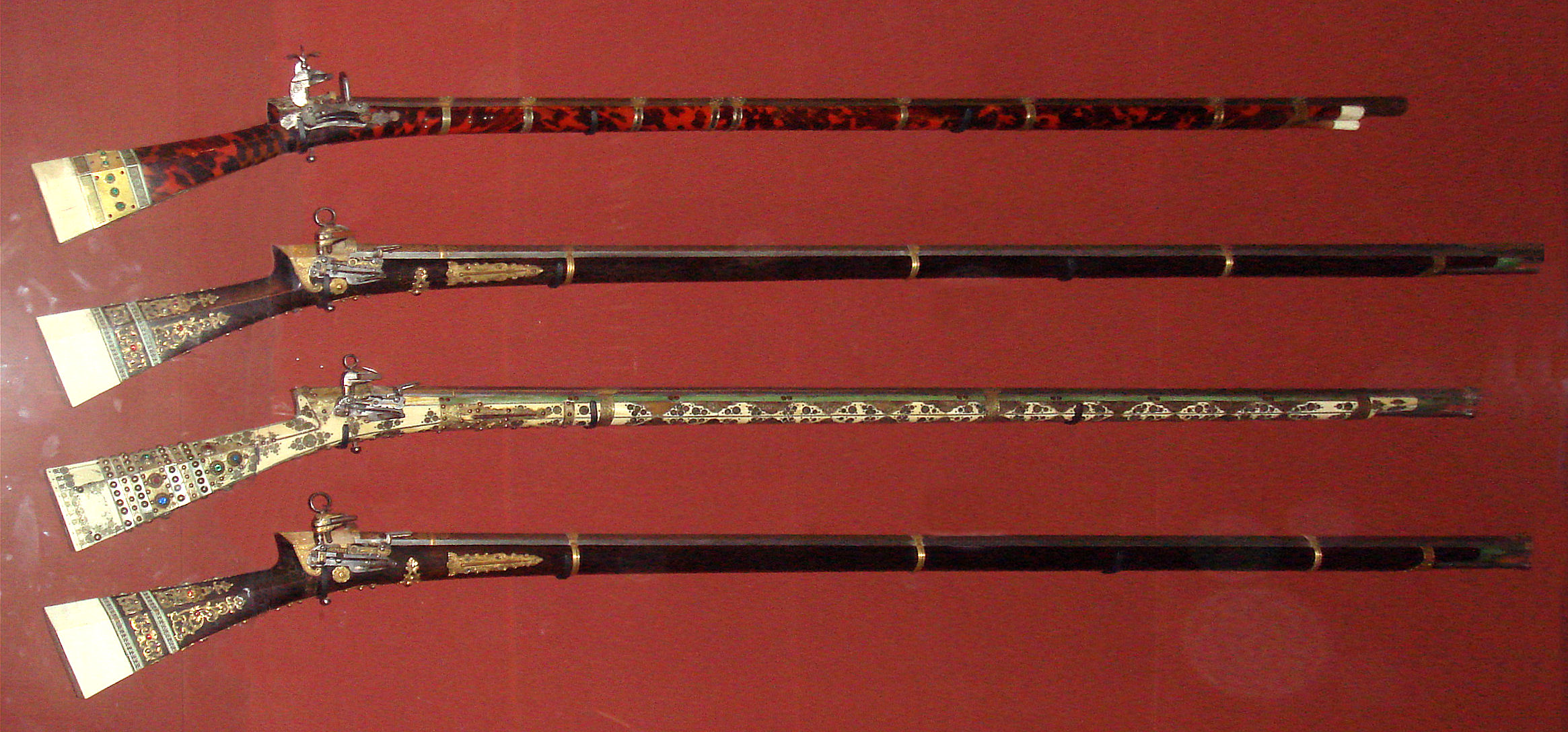
Fusils turcs à platines à miquelet, 1750-1800. Musée de l'Armée, Paris.

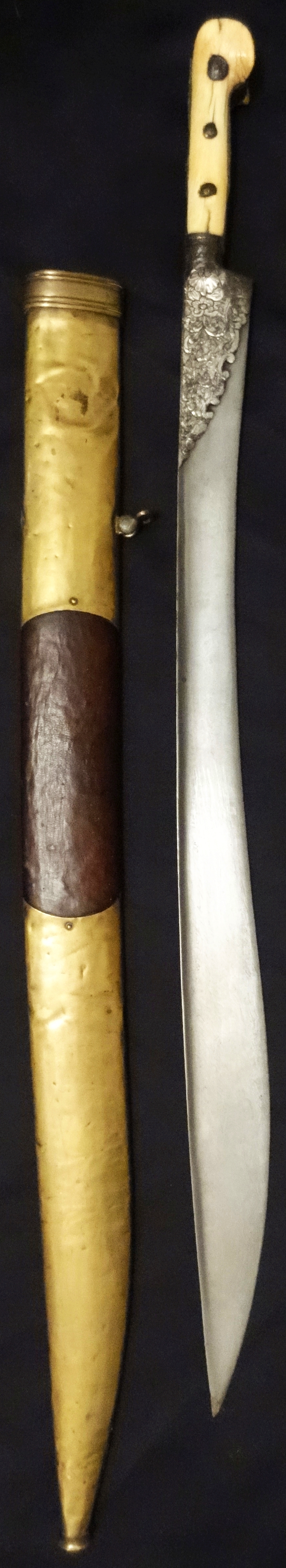
Yatağan (long couteau ou sabre ottoman)

Les forces militaires de l’Empire ottoman ont utilisé une grande variété d’armes au fil des siècles. L’armurerie du palais de Topkapı conserve une vaste collection illustrant certains de ces objets.

## Yatagan
Le yatagan (yatağan) apparaît dans la seconde moitié du XVIe siècle. Il s’agit d’une arme d’infanterie dont la poignée est généralement en os ou en ivoire, avec un pommeau évasé. Sa lame courte, légèrement courbe, est affûtée sur un seul tranchant et se termine en une pointe fine. Cette forme reste pratiquement inchangée jusqu’à la fin du XIXe siècle. Le yatagan était largement utilisé aussi bien dans l’armée que dans la marine ottomane, en particulier par les janissaires, pour qui il constituait une arme emblématique,.

## Kilij

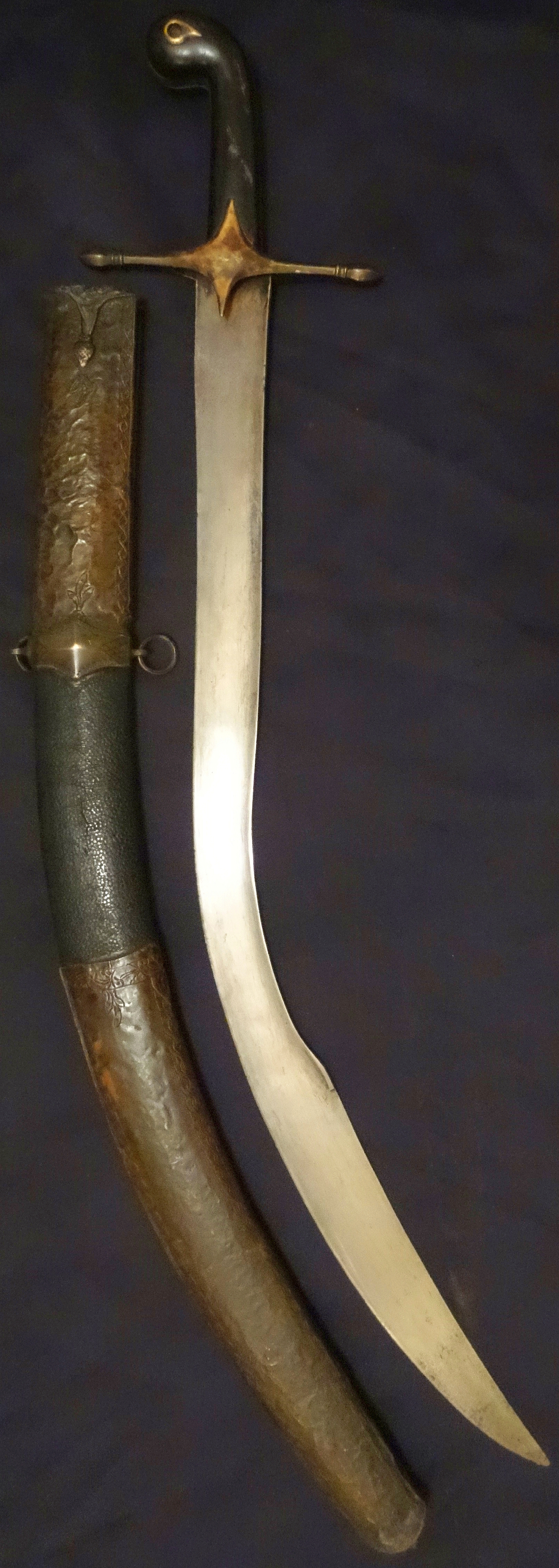
Kilij

Le sabre de cavalerie ottoman, ou kilij ( turc ottoman : قلج , romanisé : kılıc), est la variante ottomane des sabres turco-mongols originaires d'Asie centrale. Il a été conçu pour le combat rapproché à cheval, une forme de combat privilégiée par les troupes turques et mameloukes. Il s’agissait d’un sabre manié à une main, présentant une courbure légère, suffisante pour permettre à la fois des coups tranchants et des estocs efficaces. La partie finale de la lame, dont le bord arrière était affûté — une caractéristique connue sous le nom de salman —, était propre au kilij,,.
Le kilij se compose d'une lame cannelée, d'une poignée, d'une garde et d'un fourreau. L'épée du sultan Mehmed II illustre sa forme de base avec sa lame légèrement incurvée qui s'épaissit vers le dos. Sous les règnes des sultans Bayézid II et Soliman le Magnifique, le kilij atteignit sa forme classique, devenant plus court, plus léger et plus droit.

## Arc

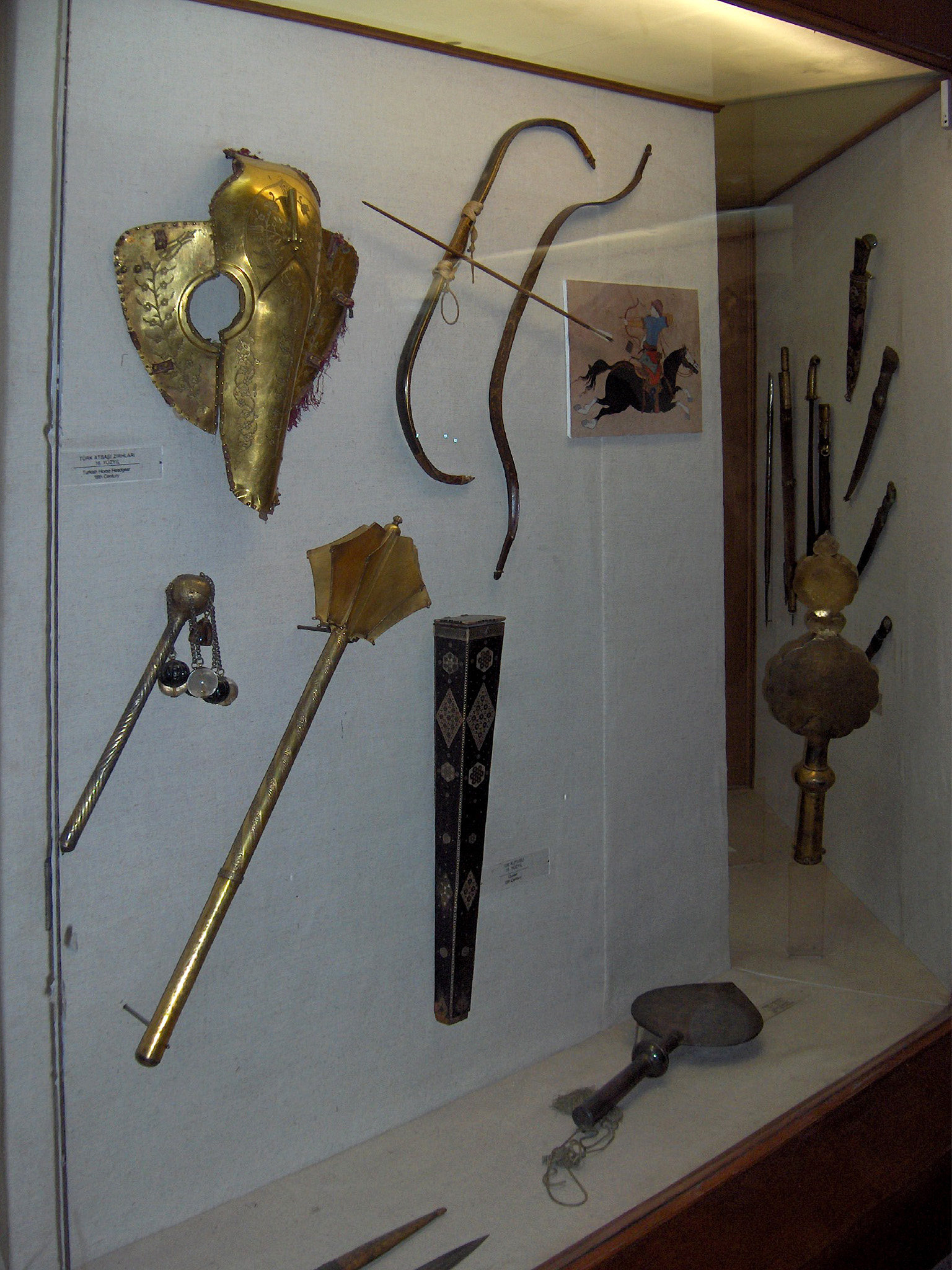
Arcs, flèches et masses

Il existe trois types d’arcs recourbés : l’arc de guerre (tirkeş), l’arc de cible (puta) et l’arc de longue portée (menzil). Les trois modèles étaient fabriqués à partir de quatre matériaux : bois, corne, tendon et colle. Une poignée (kabza) est située au centre de chaque arc. Ils sont généralement décorés selon la technique du laque,.
La hampe des flèches était en pin, et la pointe en fer, en laiton ou en os. À l'extrémité de la flèche se trouvent des plumes (telek) pour stabiliser le vol et un encoche nouée (gez) pour maintenir fermement la flèche contre la corde de l'arc.

## Masse

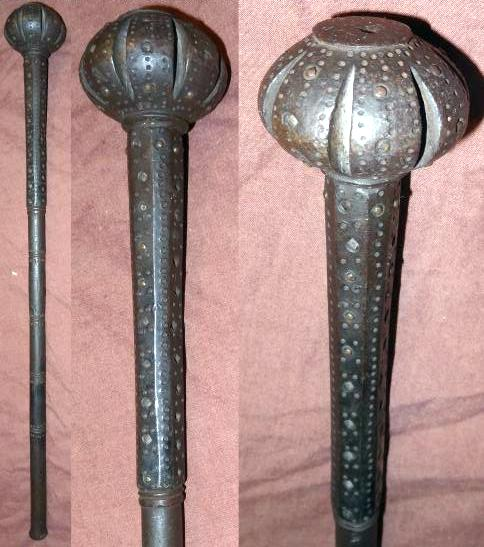
Masse d’armes à ailettes de style ottoman

Les masses d'armes étaient des armes contondantes utilisées pour porter des coups écrasants contre l'ennemi. Ces armes étaient efficaces contre les troupes en armure et présentaient généralement une surface lisse ou comportaient de 3 à 12 ailettes ou lames saillant du sommet de l'arme.

## Armes à feu et artillerie

### Origines
Le début de l'utilisation de l'artillerie dans l'armée ottomane n'est pas très précis. Les estimations de dates concernant l'entrée de l'artillerie au service ottoman varient, car la plupart des premiers récits historiques sur l'artillerie ottomane furent rédigés à la fin du XVe siècle, bien après les batailles effectives. Un des arguments avance que les Ottomans utilisèrent des canons lors de la bataille du Kosovo (1389) et de Nicopolis (1396), et très certainement dans les années 1420. Cependant, l'autre argument soutient que l'artillerie de campagne entra en service peu après la bataille de Varna (1444) et fut plus certainement utilisée lors de la seconde bataille du Kosovo (1448).
Les Balkans furent utilisés par les Ottomans comme source à la fois humaine et technique concernant le développement et l'usage de leurs pièces d'artillerie. La Bosnie et la Serbie en particulier, ainsi que l'Italie et l'Allemagne, furent importantes pour l'armée ottomane. Les unités spécialisées de « topçu » ou d'artillerie étaient formées principalement de chrétiens ; des unités telles que les tayfa-i efreciye. Lors du siège de Bagdad où les Ottomans reprirent la ville aux Perses (1638), des artilleurs d'origine européenne servirent sur les lignes. Bien que les registres de paie n'aient pas été efficaces pour tenir le compte du nombre d'artilleurs car les camarades des défunts collectaient l'argent en leur nom. Le tableau ci-dessous nous donne une vue claire des tendances.
La taille du corps d'artillerie ottoman 1514-1769
| Date                  | 1514  | 1527  | 1567  | 1574  | 1598  | 1609  | 1660  | 1669  | 1687  | 1699   | 1702  | 1739   | 1769  |
| --------------------- | ----- | ----- | ----- | ----- | ----- | ----- | ----- | ----- | ----- | ------ | ----- | ------ | ----- |
| Artilleurs            | 348   | 695   | 1 204 | 1 099 | 2 827 | 1 552 | 2 026 | 2 793 | 4 949 | 4 604  | 1 269 | 7 279  | 1 351 |
| Chariots d’artillerie | 372   | 943   | 678   | 400   | 700   | 684   | 282   | 432   | 670   | 1 074  | 470   | 2 274  | 180   |
| Forgerons d'armes     | 451   | 524   | 789   | 625   | 3 000 | 5 730 | 4 180 | 4 789 | 3 503 | 9 629  | 2 462 | 9 877  | 3 691 |
| Total                 | 1 171 | 2 162 | 2 671 | 2 124 | 6 527 | 7 960 | 6 488 | 8 014 | 9 122 | 15 307 | 4 201 | 19 430 | 5 222 |

L’un des plus grands progrès dans l’armement à feu ottoman eut lieu sous le règne de Bayézid II, qui améliora la conception des pièces d’artillerie de campagne ainsi que de nombreuses autres armes à feu, allant des mousquets aux tufeks (fusils). À cela s’ajouta l’arrivée, au XVIe siècle, des derniers perfectionnements techniques en matière de fabrication d’armes à feu, apportés aux Ottomans par les Juifs fuyant l’Inquisition espagnole.

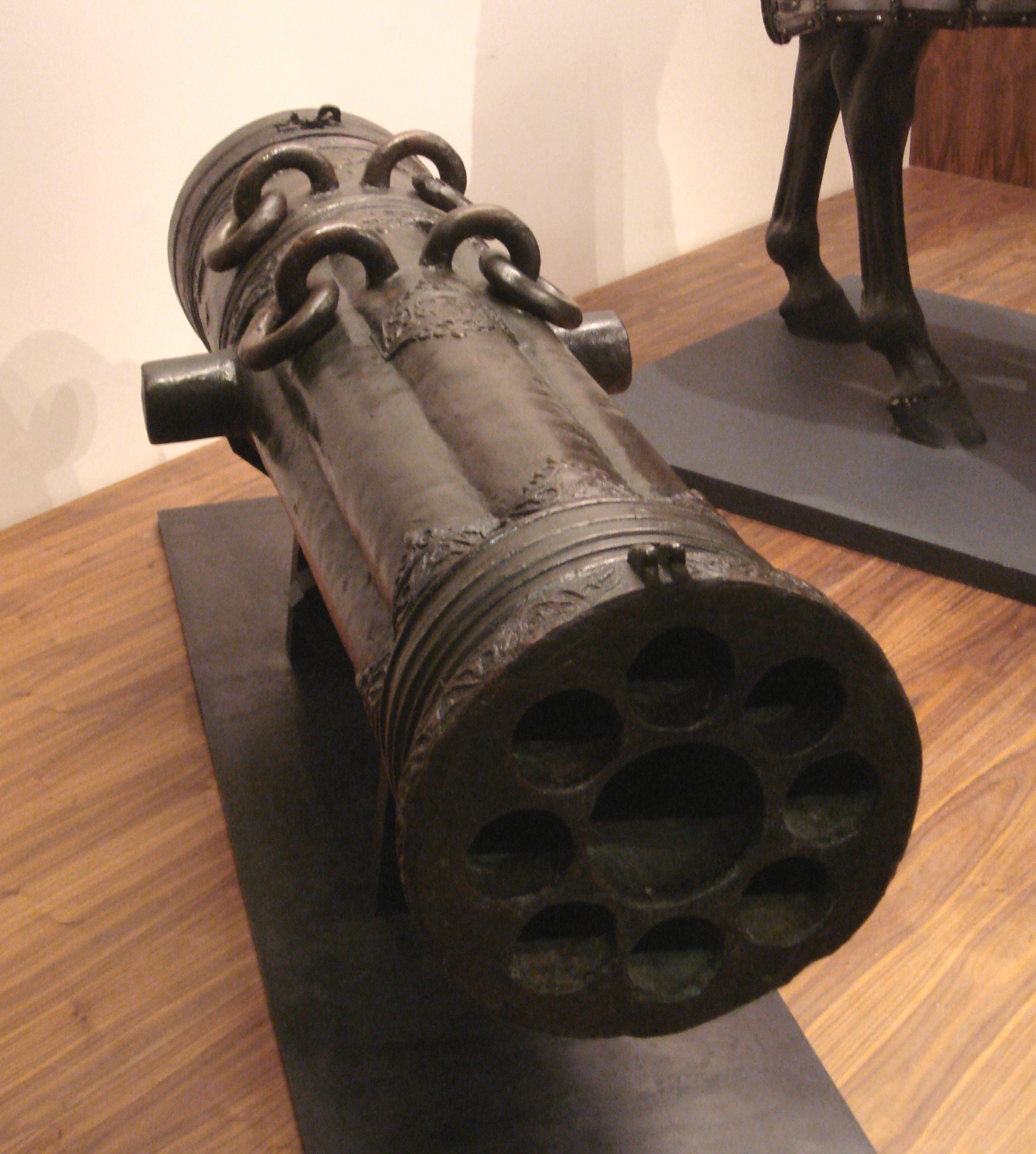
Canon à volée ottoman du début du XVIe siècle

Les preuves d'archives soutiennent l'idée que l'artillerie ottomane était réputée pour la taille de ses canons et leur nombre, depuis le très mobile canon antipersonnel Abus jusqu'au massif canon des Dardanelles (le Şahi). Ces bombardes étaient le produit d'une étude spécialisée dans la production de « canons géants » connus littéralement sous le nom de brise-châteaux « kale-kob ». Bien que de telles armes fussent principalement utilisées lors de sièges, où elles étaient coulées sur place en raison des difficultés logistiques liées à leur transport, elles furent utilisées jusqu'en 1809 lorsque des canons massifs tirant des boulets de pierre furent employés avec un certain effet contre les navires britanniques durant l'opération des Dardanelles, projetant des boulets de marbre de 450 kg (1 000 livres) à une portée de 1,6 km. La précision était obtenue en utilisant des charges ouatées enveloppées dans de la peau de mouton avec des charges de poudre pré-mesurées. Contrairement à la poudre européenne, la poudre ottomane était considérée comme supérieure au tir ; elle produisait une fumée blanche plutôt que noire.
La bataille la plus célèbre au cours de laquelle ces « bombardes » de bronze furent utilisées est le siège de Constantinople en 1453. Les bombardes pesaient 19 tonnes, nécessitaient 200 hommes et soixante bœufs pour être mises en place, et ne pouvaient tirer que sept fois par jour. La chute de Constantinople fut peut-être « le premier événement d'importance suprême dont le résultat fut déterminé par l'usage de l'artillerie », lorsque les énormes canons de bronze de Mehmed II percèrent les murailles de la ville, mettant fin à l'Empire byzantin, selon Sir Charles Oman.
Le canon le plus couramment utilisé était un canon de batterie ou darbzen. Ce canon tirait des projectiles pesant entre 0,15 et 2,5 kg. Ces canons étaient davantage utilisés dans les forteresses car l'accent était mis sur les canons de petit à moyen calibre. Des pièces de bronze de petit calibre étaient également utilisées sur les galions et les bateaux fluviaux ; elles pesaient entre 3,7 et 8,6 kg. Cependant, la plupart des bateaux fluviaux disposaient d'un arsenal de canons en fonte qui tiraient des projectiles de 0,5 kg ; ils pesaient en moyenne entre 20 et 40 kg. Le « balyemez » était un canon de poids moyen et de longue portée qui tirait des projectiles pesant entre 31 et 74 kg. Le şahalaz était un canon léger principalement utilisé sur les bateaux fluviaux, et était un canon en fonte tirant des projectiles de 0,5 kg. Le şayha était un canon de tailles diverses utilisé principalement sur les bateaux fluviaux du Danube. Il pesait entre 31 et 74 kg. Les XVIe et XVIIe siècles virent naître d'autres types de canons que les Ottomans utilisaient, tels que le saçma topu à mitraille et l'ağaç topu ou pétard,,.

### Méthode et production

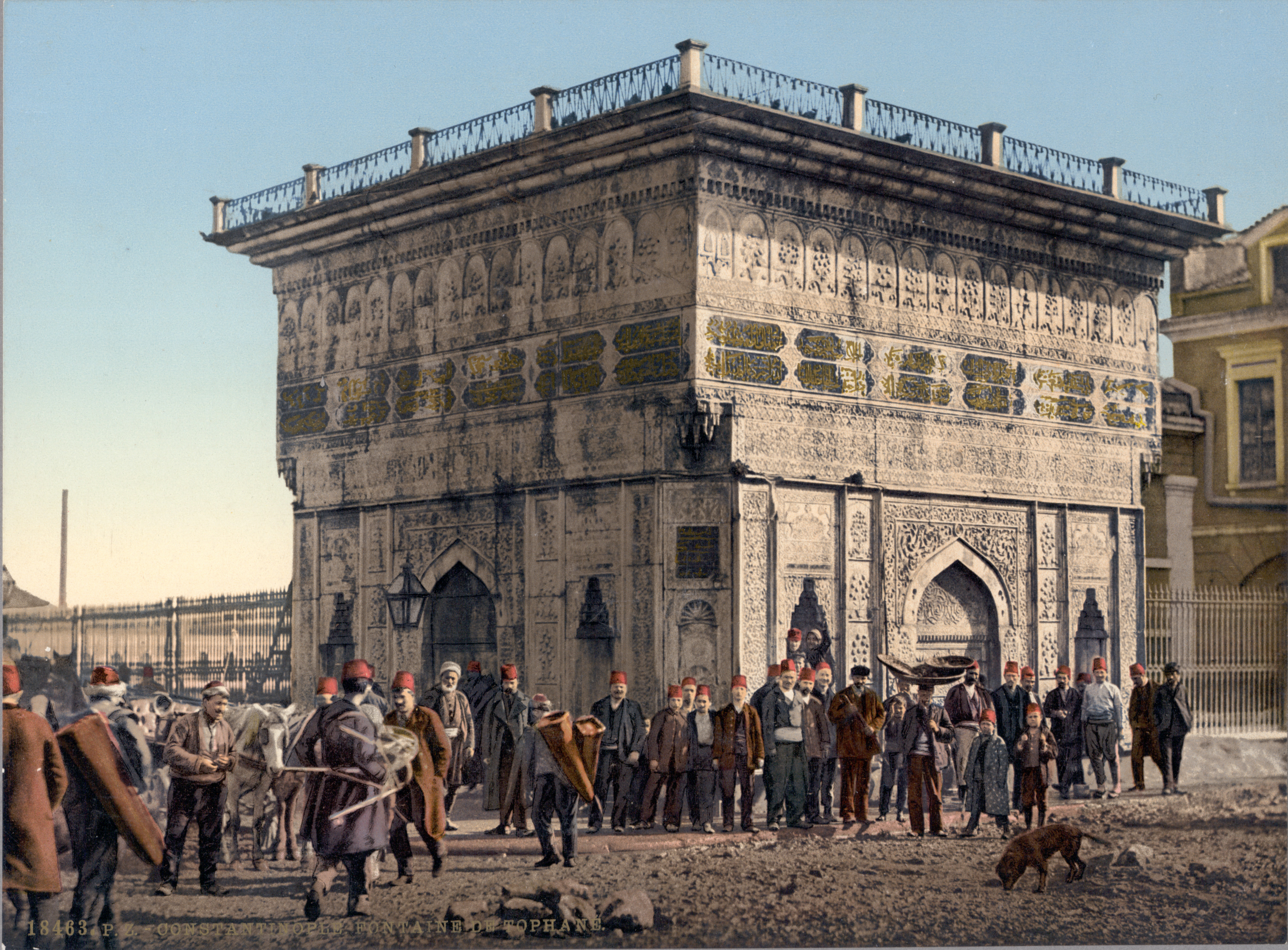
Tophane, années 1890.

Les munitions utilisées par les bombardes de bronze étaient des boulets de pierre d'1 m de diamètre et pesant 400 kg. Le transport de seulement deux bombardes s'avéra être une tâche logistiquement difficile. Elles furent tractées jusqu'au siège de Constantinople par 70 bœufs et 1 000 hommes. La fonte de ces bombardes est décrite par Kritoboulos en 1467. Il décrit le moule d'argile et l'âme qui était renforcée par du fer, du bois, de la terre et de la pierre. 45 tonnes de cuivre et d'étain auraient été placées dans deux fourneaux construits avec de gros blocs de pierre, maçonnés au ciment et recouverts de briques réfractaires et enduits d'argile. Des bûches de bois ainsi que du charbon de bois sont placées à l'intérieur du fourneau et tous les orifices excepté les canaux de coulée sont fermés. Puis des soufflets sont mis en action jusqu'à ce que le métal à l'intérieur soit à l'état fluide. Le bronze liquide est alors coulé dans le moule d'argile où il est ensuite ciselé et poli.
Mehmed II érigea de nombreuses fonderies de canons à Istanbul, dont la plus célèbre est la fonderie de Tophane qui produisait des canons de bronze pour la guerre de siège. Elle fabriquait de grandes bombardes qui avaient un diamètre de 60 à 100 cm et en 1562 seulement, elle coula un total de 1 012 canons pesant ensemble 481 tonnes.

### Galerie d'artillerie

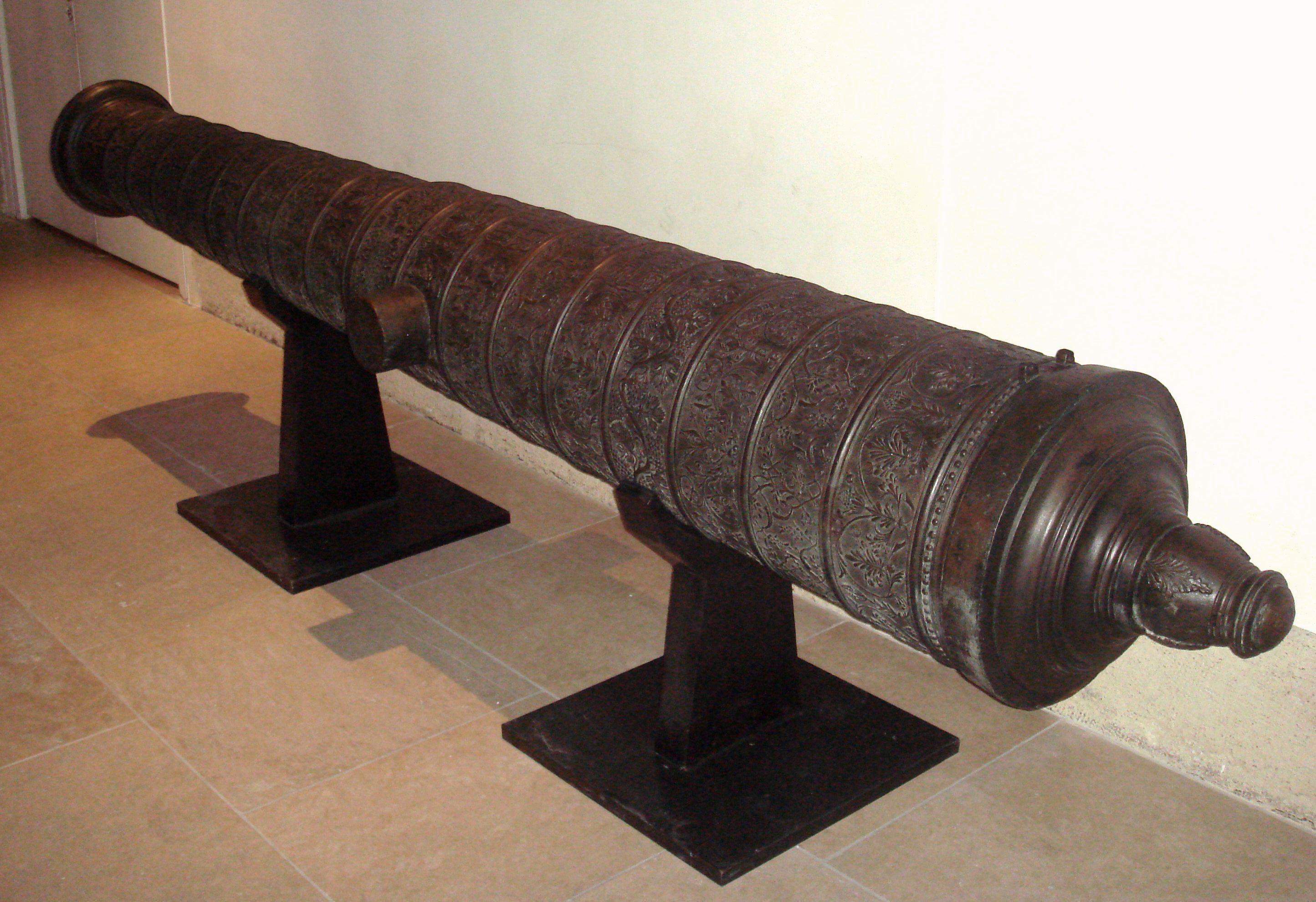
Longueur : 385 cm (152 pouces) – Calibre : 178 mm (7 pouces) – Poids : 2 910 kg (6 420 livres) – Projectile : Pierre – Forgé : À Alger 1581
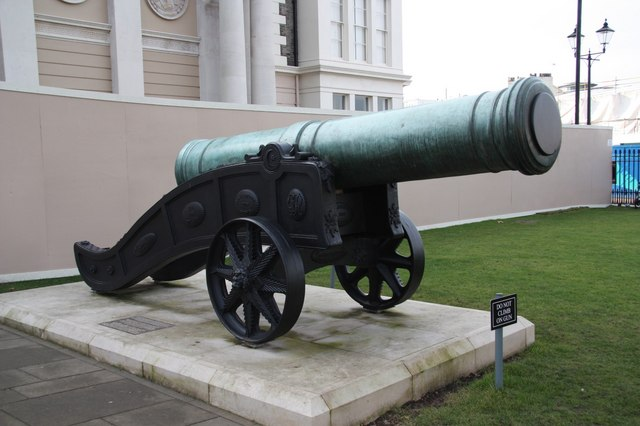
Type : Bronze ottoman – Date de moulage : 1790 à 1791 – Poids 5,2 t ;– Coup de feu : Tir de pierre de plus de 56 kg (123 livres)
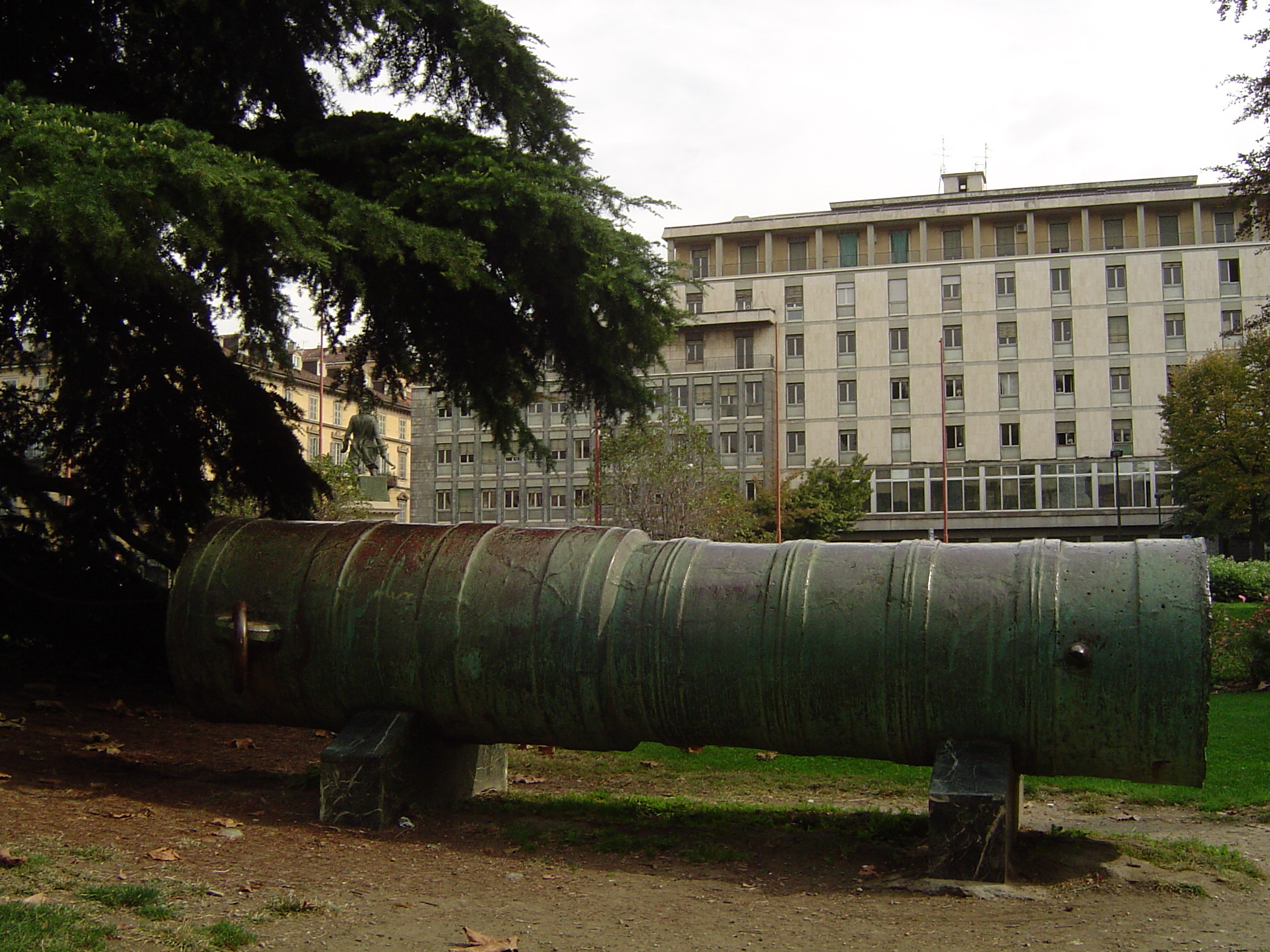
Bombarde ottomane en bronze coulé – Coulée au XVe-XVIe siècle – Tiré des coups de 454 kg (1 000 livres)
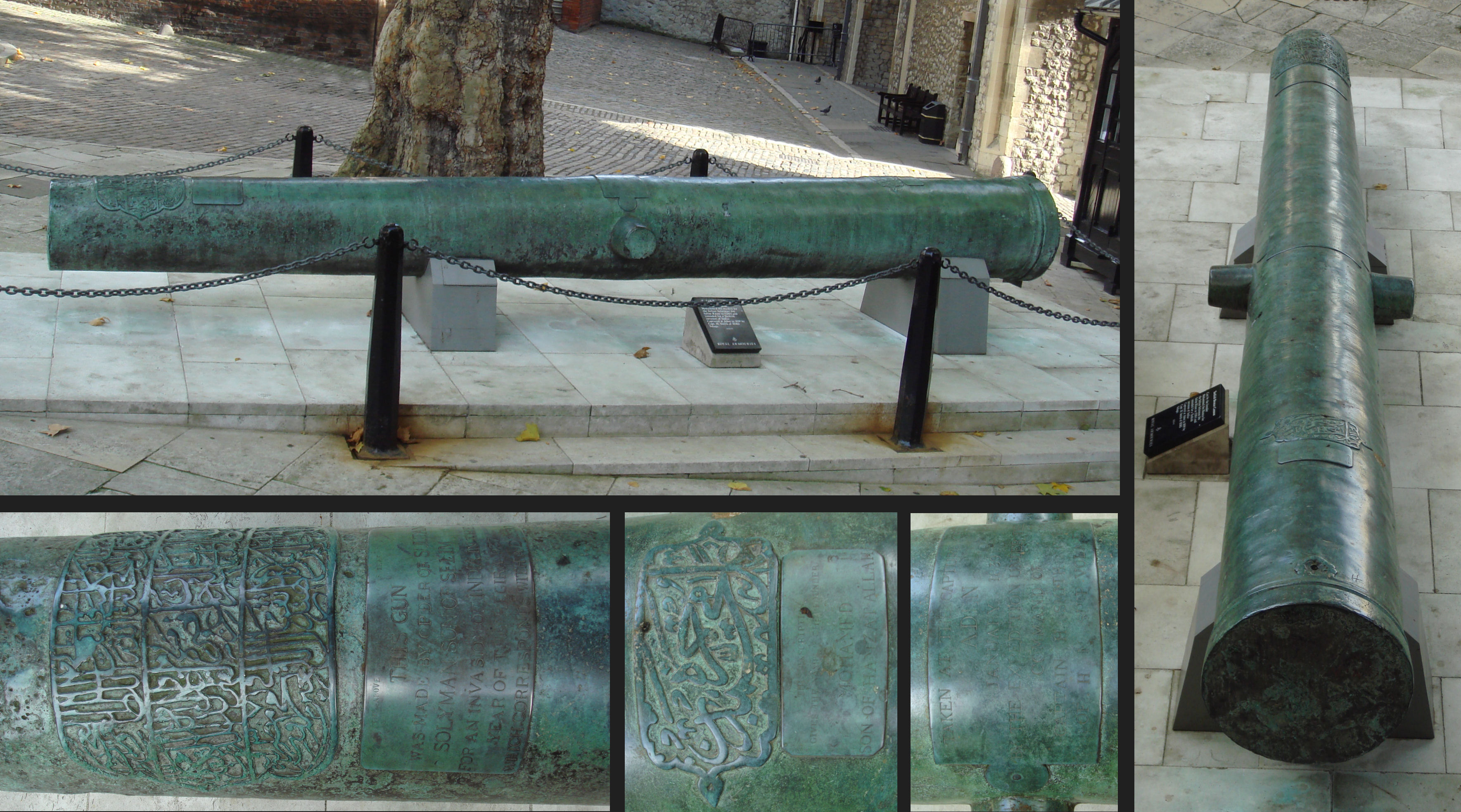
Batteries de canons au siège d'Esztergom 1543
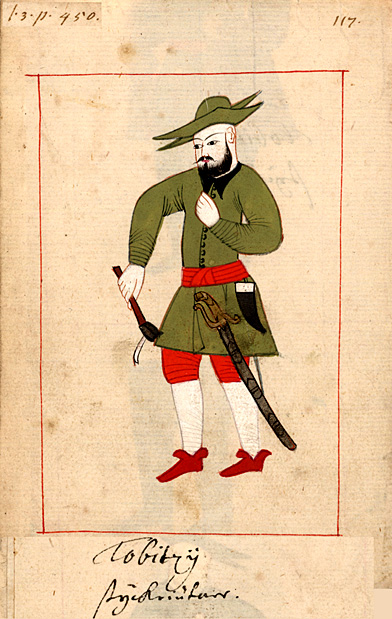
Miniature d'un artilleur ottoman
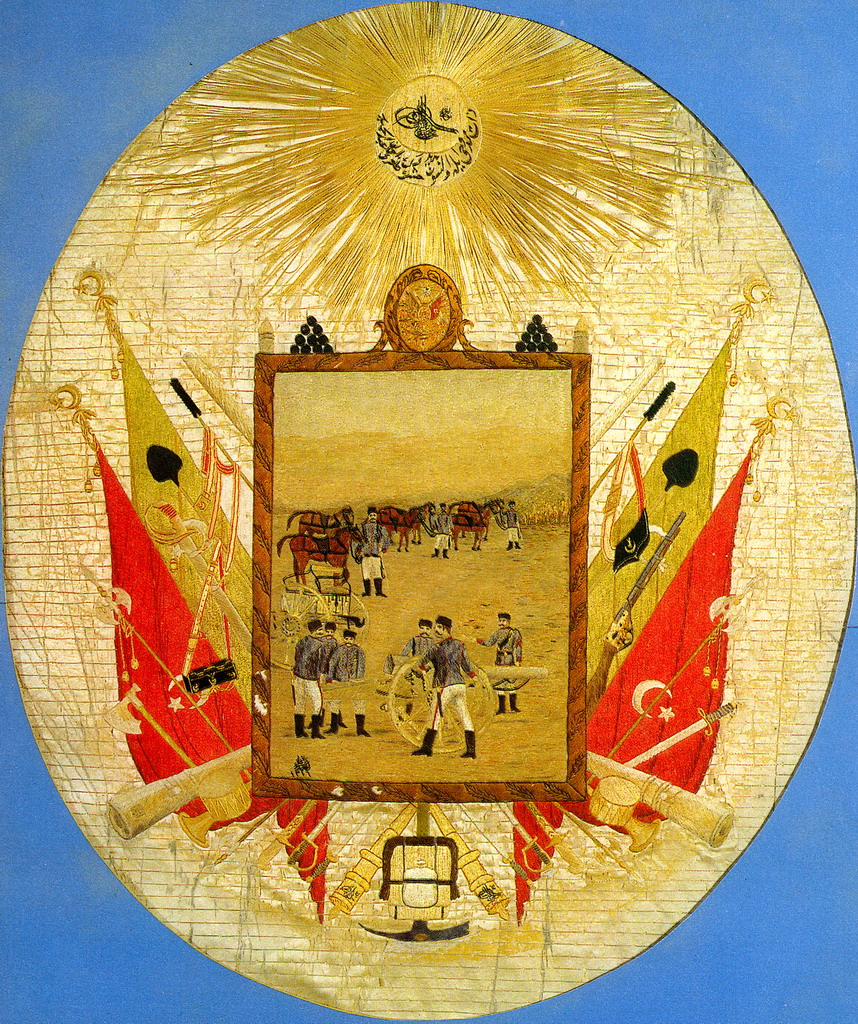
Insigne d'artilleur ottoman
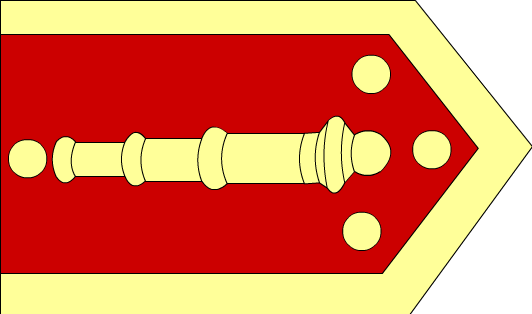
Bannière de l'unité d'artillerie ottomane

## Littérature
- David Nicolle. Armées de l'Empire ottoman 1775-1820 (Hommes d'armes, n° 314) . Éditions Osprey (1998). ISBN 1-85532-697-3
- Gábor Ágoston. Des armes pour le sultan : la puissance militaire et l'industrie de l'armement dans l'Empire ottoman . Études de Cambridge en civilisation islamique. Presses de l'Université de Cambridge (2005). (ISBN 0-521-84313-8)
- Éditions DK. Arme : une histoire visuelle des armes et des armures . DK ADULTE (2006). (ISBN 0-7566-2210-7)
- Judith Herbst. L'histoire des armes (les grandes inventions à travers l'histoire) . Livres du XXIe siècle (CT) (2005) (ISBN 0-8225-3805-9)
- Fanny Davis. Palais de Topkapi à Istanbul . 1970. ASIN B000NP64Z2